# Trox candidus
Trox candidus är en skalbaggsart som beskrevs av Edgar von Harold 1872. Trox candidus ingår i släktet Trox och familjen knotbaggar. Inga underarter finns listade i Catalogue of Life.